# F-10D
docomo NEXT series ARROWS X F-10D（ドコモ ネクスト シリーズ アローズ エックス エフイチゼロディー）は、富士通によって開発された、NTTドコモの第3.9世代移動通信システム（Xi）と第3世代移動通信システム（FOMA）のデュアルモード端末である。docomo NEXT seriesのひとつ。

## 概要
F-05Dの後継機種で、クアッドコアCPUを搭載したモデルである。
基本的な性能は同時期に発表されたau向けのISW13Fと同等だが、大きな違いとしてはXi(LTEサービス)に対応している点とおくだけ充電に対応している点である。また厚さがISW13Fに比べ1mm厚い。
NVIDIA Tegra 3を搭載しており、従来機種より省電力・高スペックを謳っている。CPU内にあるメインの4つのCPUコアに加え、動作クロックを抑えて低消費電力で駆動する「5つ目の省電力コア」と呼ばれる400MHzのコンパニオンコアを搭載している。
処理能力に応じて4つのCPUコアの稼働数を制限し、待受時や設定画面、音声通話、文字入力といった軽容量処理では「5つ目の省電力コア」だけを使用することにより、シングルコアCPUやデュアルコアCPUより低消費電力を実現している。さらにTegra 3には、12コアのNVIDIA GeForce GPUを組み込んでいるため、3次元描画を駆使した高解像度のゲームも楽しめる。
バッテリーは1800mAh。
カメラは1310万画素、フルHD（1920×1080）サイズのフルHDムービーの撮影に対応。ソニーの裏面照射型CMOS「Exmor R for mobile」と富士通セミコンダクターが開発した画質処理エンジン「Milbeaut Mobile」を搭載している。
IPX5／IPX8等級の防水/防塵に対応している。
兄弟機種であるREGZA Phone T-02Dと違いモバキャスには対応していない。反対に、T-02Dはおくだけ充電に対応していない。
当時の富士通のAndroidスマートフォンは多数の機種で動作が不安定で、不具合が多かったが、その中でも、本機種は異常発熱など、特に致命的な不具合が多く、のちに訴訟に発展した。F-10Dの異常な発熱など致命的な欠陥に関して、NTTドコモに対し残債返金を訴える少額訴訟を起こして勝訴した人物がいるとして、メディアで取り上げられた。これによって、NTTドコモは原告に対し、F-10Dの残債免責5万円余りを支払った。
NTTドコモ側は「スマホはパソコンみたいなもの」「アプリの影響でおかしくなる」と言う反論に対し、原告は契約書、カタログ、料金明細、修理履歴（交換履歴）、不具合を起こした時の写真を用いて「契約の履行がなされていない」と主張し、原告の主訴が認められた。

## 富士通独自の機能
富士通独自の機能として以下が挙げられる。
- 先読みブラウジング
- スマート指紋センサー
- プライバシーモード[4]
- アプリロックmilock（マイロック）
- スーパーはっきりボイス3
- ぴったりボイス
- ゆっくりボイス
- あわせるボイス
- スーパーダブルマイク
- インテリカラー
- 持ってる間ON
- あわせるズーム
- 気配り着信
- スライドインランチャー

## 搭載アプリ
- 健康生活日記～からだライフ～
- スッキリ目覚まし
- 温湿度チェッカー
- @Fケータイ応援団
- 富士通モバイル統合辞書+
- かんたんお引越し
- NX!エコ
- Sonic The Hedgehog 4 Episode2

## 主な機能
| 主な対応サービス                                 | 主な対応サービス                         | 主な対応サービス                       | 主な対応サービス                              |
| ------------------------------------------------ | ---------------------------------------- | -------------------------------------- | --------------------------------------------- |
| タッチパネル／加速度センサー                     | Xi／FOMAハイスピード                     | Bluetooth                              | DCMX／おサイフケータイ／赤外線／トルカ        |
| ワンセグ／モバキャス                             | メロディコール                           | テザリング                             | Wi-Fi IEEE802.11a/b/g/n                       |
| GPS                                              | spモード／電話帳バックアップ             | デコメール／デコメ絵文字／デコメアニメ | iチャネル                                     |
| エリアメール／ソフトウェアーアップデート自動更新 | デジタルオーディオプレーヤー(WMA)(MP3他) | GSM／3Gローミング（WORLD WING）        | フルブラウザ／Flash Player 10.3               |
| Google Play／dメニュー／dマーケット              | Gmail／Google Talk／YouTube／Picasa      | バーコードリーダ／名刺リーダ           | ドコモ地図ナビ／Google Maps／ストリートビュー |

## 歴史
- 2012年5月16日 - NTTドコモより発表。
- 2012年7月13日 - 事前予約開始。
- 2012年7月20日 - 発売開始[7]。
- 2013年5月8日 - Android 4.2バージョンアップ対象機種に選定される[8]。
- 2013年11月6日 - Android 4.2へバージョンアップ開始[9][10]。
- 2019年2月28日 - 修理受付を終了[11]。

## アップデート・不具合など
2012年8月30日のアップデート
- 携帯電話(本体)の電源がONの状態で電池パックを抜き差しし、再度電源ONすると、まれに再起動される場合がある。
- ビルド番号がV16R45CからV18R46Fになる。

2012年11月12日のアップデート
- 携帯電話(本体)の画面がOFFの状態でUSB充電を実施すると、まれに充電できない場合がある。
- spモードメールアプリを利用中、まれにデコメ絵文字が動かない場合がある。
- ビルド番号がV18R46FからV20R47Fになる。

2013年3月21日のアップデート
- カメラアプリを起動すると、まれに正しく起動できず強制終了する場合がある。
- ビルド番号がV20R47FからV21R48Aになる。

2013年7月22日のアップデート
- 設定したスリープ時間よりも早く画面が消灯する場合がある不具合を修正する。
- ビルド番号がV21R48AからV22R49Cになる。

2013年11月6日のアップデート(OSバージョンアップ)
- 本機特有の主な変更点
  - ロック画面からカメラ[12]やウィジェットが起動できるようになる。
  - アプリ履歴を一括削除できるようになる。
  - ランチャーでPalette UIを設定時、アプリなどのアイコンが大きくなる。
  - ランチャーでNX! ホームを設定時、フォルダ内のアプリが最大9個まで表示され、アイコンがカスタマイズできるようになる。
  - Android標準ブラウザから辞書が引けるようになる。
  - 文字入力キーボードの高さと幅、背景変更ができるようになる。
- Android 4.2における共通の変更点
  - Android OS全体で、表示速度とタッチ反応が向上。
  - Google Nowへの対応。
  - ステータスバーから次のアクションが可能に。
  - ロックスクリーンウィジェットへの対応。
  - スクリーンセーバー「DayDream」の追加。
- ドコモ共通の変更点
  - データ保管BOXへ対応。
- 不具合修正
  - Xiエリアにて、GPSの測位に時間がかかる場合がある。
- ビルド番号がV22R49CからV10R42Aになる[13]。

2013年12月19日のアップデート
- ワンセグ視聴中、まれに携帯電話（本体）が再起動する場合がある。
- まれにWi-Fi機能がONにできない場合がある。
- ワイヤレスチャージャーで充電中、携帯電話（本体）をワイヤレスチャージャーから取り外しても、携帯電話（本体）の充電ランプが点灯したままとなる場合がある。
- ビルド番号がV10R42AからV11R43Bになる。
- ビルド番号がV22R49Cから V23R50Dになる。

※以下のアップデートは、2013年11月28日より提供しているOSバージョンアップを実施された携帯電話がソフトウェア更新の対象となるため、事前にOSバージョンアップの実施が必要となる。
2014年2月18日のアップデート
- カメラアプリまたはギャラリーアプリを起動すると、まれにアプリが強制終了する場合がある不具合を修正する。
- ビルド番号がV10R42A、V11R43BからV12R44Aになる。